# اولوخان موسایف
اولوخان موسایف (زاده ۳۰ می ۱۹۷۹ در شهرستان بالاکن، جمهوری شوروی سوسیالیستی آذربایجان) یک ورزشکار بازی‌های پارالمپیک اهل جمهوری آذربایجان است که در رشته F55-56 پرتاب وزنه فعالیت می‌کند. 
وی در بازی‌های پارالمپیک تابستانی ۲۰۰۸ در پکن چین به رقابت پرداخت. در آنجا در مسابقات شلیک F55-56 آقایان توانست مدال طلا را کسب کند.